# Протекшен (Канзас)
Протекшен (англ. Protection) — місто (англ. city) в США, в окрузі Команчі штату Канзас. Населення — 498 осіб (2020).

## Географія
Протекшен розташований за координатами 37°12′1″ пн. ш. 99°28′51″ зх. д. / 37.20028° пн. ш. 99.48083° зх. д. (37.200214, -99.480963).  За даними Бюро перепису населення США в 2010 році місто мало площу 2,46 км², уся площа — суходіл.

## Демографія
Згідно з переписом 2010 року, у місті мешкало 514 осіб у 215 домогосподарствах у складі 131 родини. Густота населення становила 209 осіб/км².  Було 277 помешкань (113/км²).
Расовий склад населення:
| - 95,3 % — білих - 0,6 % — азіатів - 0,4 % — корінних американців - 2,5 % — осіб інших рас |

До двох чи більше рас належало 1,2 %. Частка іспаномовних становила 5,1 % від усіх жителів.
За віковим діапазоном населення розподілялося таким чином: 21,6 % — особи молодші 18 років, 50,8 % — особи у віці 18—64 років, 27,6 % — особи у віці 65 років та старші. Медіана віку мешканця становила 46,6 року. На 100 осіб жіночої статі у місті припадало 94,0 чоловіків;  на 100 жінок у віці від 18 років та старших — 91,9 чоловіків також старших 18 років.
Середній дохід на одне домашнє господарство  становив 66 542 долари США (медіана — 45 833), а середній дохід на одну сім'ю — 78 228 доларів (медіана — 63 333). Медіана доходів становила 41 058 доларів для чоловіків та 36 875 доларів для жінок. За межею бідності перебувало 1,7 % осіб, у тому числі 0,0 % дітей у віці до 18 років та 1,4 % осіб у віці 65 років та старших.
Цивільне працевлаштоване населення становило 211 осіб. Основні галузі зайнятості: освіта, охорона здоров'я та соціальна допомога — 37,4 %, роздрібна торгівля — 17,1 %, сільське господарство, лісництво, риболовля — 12,8 %, оптова торгівля — 12,3 %.